# Epidendrum cinnabarinum
Epidendrum cinnabarinum é uma espécie de orquídea terrestre. Foi descoberto pelo coletor alemão Philipp Salzmann na Bahia, próximo a Salvador. Salzmann sugeriu o epíteto latino cinnabarium, vermelho vivo, em referencia à coloração das flores da espécie, mas só foi efetivamente publicado por John Lindley em 1831..

## Descrição
O Epidendrum cinnabarinum apresenta caules alongados de até um metro de altura. As folhas são carnosas e firmes, verdes, lanceoladas, encontram-se distribuídas ao longo do caule, sobretudo na porção superior, e medem até dois por dez centímetros. A inflorescência possui pedúnculo bastante longo, que geralmente iguala ou supera o comprimento do caule, o racemo é curto e geralmente carrega entre cinco e quinze flores. As flores apresentam coloração de vermelho-vivo a vermelho alaranjado, normalmente com o centro amarelado. São relativamente grandes: o labelo mede 2 cm de largura entre os lobos laterais explanados, a coluna mede 1,5 cm de comprimento e ovário pedicelado de 3 cm de comprimento. O labelo, fortemente recortado ou franjado, é bastante característico da espécie. 

## Distribuição
Encontra-se distribuído em quase todo território brasileiro. Alem da BA ,existem registros para os estados do AM, PA, PE, SE, MT, AL, e existe também na Venezuela.

## Cultivo
É planta pouco exigente e de fácil cultivo em mistura de material orgânico e arenoso, bem drenado, tanto em grandes vasos como em canteiros sob sol pleno. Tolera temperaturas entre 2 e 40°C.